# 拉维涅
拉维涅（法語：Lavigney，法語發音：[laviɲɛ]）是法国上索恩省的一个市镇，属于沃苏勒区。

## 地理
拉维涅（47°42'47"N, 5°48'33"E）面积9.93 平方千米，位于法国勃艮第-弗朗什-孔泰大區上索恩省，该省份为法国东部内陆省份，北起顺时针与孚日省、贝尔福地区省、杜省、汝拉省、科多尔省和上马恩省接壤。
与拉维涅接壤的市镇（或旧市镇、城区）包括：科尔诺、古尔容、拉罗什莫雷。

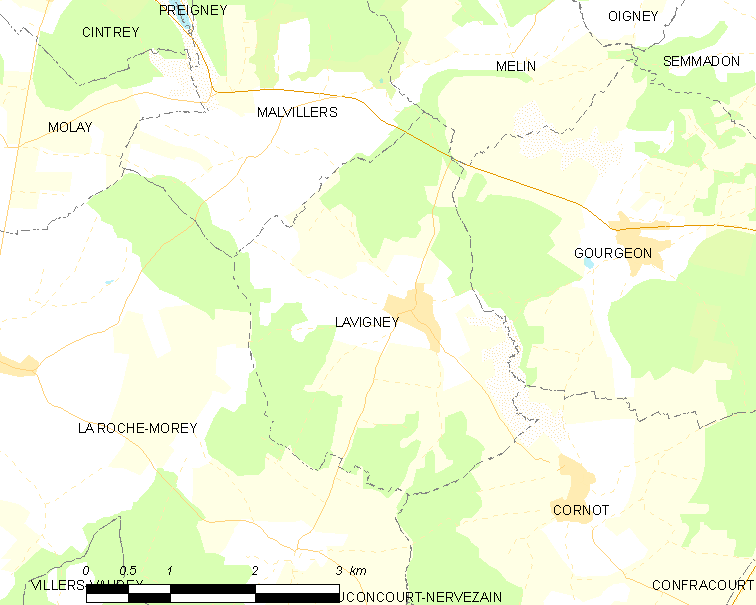
拉维涅的OSM定位图

拉维涅的时区为UTC+01:00、UTC+02:00（夏令时）。

## 行政
拉维涅的邮政编码为70120，INSEE市镇编码为70298。

## 政治
拉维涅所属的省级选区为瑞塞县。

## 人口

1962-2008年间拉维涅人口变化图示

拉维涅于2022年1月1日时的人口数量为123人。